# دهستان جیرهنده لشت نشا
جیرهنده لشت نشا، دهستانی از توابع بخش لشت نشا شهرستان رشت در استان گیلان ایران می‌باشد که در سال ۱۳۶۶ با کد تقسیماتی ۴۱۱۶۸ تأسیس شده‌است. این دهستان دارای ۱۶ آبادی می‌باشد.

## جمعیت
براساس سرشماری سال ۱۳۹۰ جمعیت دهستان جیرهنده ۶٫۰۲۳ نفر (۲٫۰۳۴ خانوار) بوده‌است. پر جمعیت‌ترین روستاهای این دهستان، لیچاه با ۱٫۶۲۷، نورود با ۶۹۳ و جیرهنده با ۵۷۷ نفر هستند.